# 名鉄ク2180形電車
名鉄ク2180形電車（めいてつク2180がたでんしゃ）は、名古屋鉄道（名鉄）が1943年（昭和18年）に導入した電車（制御車）である。
落成当初は、直流1,500 V電化の路線区にて運用される間接自動制御（AL制御）のAL車に属する制御車であったが、後年同600 V電化の路線区にて運用される間接非自動制御（HL制御）のHL車に属する制御車へ改造された。

## 導入経緯
太平洋戦争の激化に伴う戦時体制への移行によって、沿線に軍事関連施設を多く抱えた名鉄においては輸送量の増大に対応すべく車両増備の必要に迫られていた。しかしその一方で鉄道車両の製造に必要な資材が軍需的要素の高いものへ優先的に充当された影響から、民間向け資材は著しく不足を生じていた。加えて従来名鉄における鉄道車両の発注を独占的に受注していた日本車輌製造が軍事関連の受注に追われたことから名鉄向けの車両製造を行う余裕がなかったため、同時期に西部線用の制御車として製造が計画されたク2080形は止む無く名鉄自社工場において木造の粗製車体を新製し予備品の台車と組み合わせて落成するに至っていた。
そのような情勢下において、ク2180形（以下「本形式」）はク2080形を設計の基本に車体長を延長した木造車体を備える東部線用の制御車として計画され、1942年（昭和17年）2月2日付で2両の設計認可を、同年5月12日付認可で5両分の増備認可をそれぞれ得て、計7両の導入計画が立てられた。
その後、同寸法の木造車体と半鋼製車体を比較した場合、前者は事実上普通鋼で構成される台枠のみで構体強度を確保することから、台枠を極めて頑丈な設計とせざるを得ないため鋼材の節約には繋がらず、また後者は構体強度の点で有利であるのみならず構体全体で強度を確保できるため前者と比較して台枠部分の鋼材が節約でき、さらに構体全体の鋼材使用量も前者と比較して約0.2 tの増加に留まることを理由として、翌1943年（昭和18年）5月5日付で構体を木造から半鋼製に変更する設計変更認可を得た。同年7月3日付で計5両の製造が認可され、同年10月に日本鉄道自動車工業（現・東洋工機）においてク2180形2181・2182の2両が落成した。
ク2183 - ク2185の記号番号が予定されていた残る3両については前述した1943年（昭和18年）7月3日付の増加認可申請において「既ニ製作者トノ契約ヲ締結致シ車輌統制会ノ内諾ヲ得目下製造工程相当進捗」と説明されていたものの、現車は結局落成せず、本形式は2両のみの導入に留まった。

## 仕様
構体主要部を普通鋼製とした、車体長16,000 mm・車体幅2,700 mmの半鋼製車体を備える。ただし台枠については廃車発生品あるいは日本鉄道自動車工業の手持ち古台枠を流用したとされ、のちに編成を組成したモ830形と比較すると車体長が1,500 mm短く、また側面の車体裾部が若干切り上げられ、台枠が外部に露出した構造である点も異なる。
前後妻面は扁平な平妻形状とし、前後いずれも貫通路・貫通扉のない非貫通構造とされ、740 mm幅の前面窓を3枚均等配置した。乗務員室は一方の妻面にのみ設けた片運転台構造で、運転台は乗務員スペースに相当する箇所のうち車体幅方向に全体の1/3のみ仕切り壁を設けた半室構造である。側面には側面には500 mm幅の乗務員扉、1,120 mm幅の片開客用扉、800 mm幅の2段式の側窓をそれぞれ配し、側面窓配置はd 2 D 8 D 3（d：乗務員扉、D：客用扉、各数値は側窓の枚数）である。
車内座席はロングシート仕様で、混雑対策として客用扉間の8枚の側窓のうち、客用扉脇の各1枚分に相当する箇所には座席を設けず立席スペースとし、1両あたりの車両定員は140人（座席定員50人）である。
台車は日本鉄道自動車工業製のNT31釣り合い梁式台車を装着する。

## 運用
前述の通り、本形式はモ830形と編成を組成して運用され、1955年（昭和30年）には前後妻面の貫通構造化改造が施工された。運転台側妻面には648 mm幅の貫通路および貫通扉が、連結面側妻面には700 mm幅の貫通路がそれぞれ追設され、幌枠も新設された。
その後、1965年（昭和40年）にモ830形が850系の中間電動車に転用され、編成相手を失った本形式は、翌1966年（昭和41年）に架線電圧1,500 V路線区用の制御車から同600 V路線区用の制御車に改造された。その際、降圧対応改造および架線電圧600 V路線区に在籍する電動車各形式との併結対応改造のほか、客用扉下部に内蔵形の乗降ステップが新設され、客用扉下部から戸袋窓下部にかけての車体裾部が台枠下端部まで引き下げられた。また、台車を廃車発生品のブリル (J.G.Brill) 27-MCB-1台車へ換装し、従来装着したNT31台車は3780系の制御車ク2780形2784・2785の新製に際して転用された。
転属後は電空単位スイッチ式間接非自動制御（HL制御）仕様の制御車として、ク2181はモ760形766と、ク2182はモ750形752とそれぞれ編成を組成し、揖斐線および谷汲線において運用された。また後年、客用扉下部の内蔵ステップ高さの切り上げが施工され、客用扉下部から戸袋窓下部にかけての車体裾部の引き下げ幅がごくわずかとなったほか、ク2181については前面窓枠のアルミサッシ化も施工された。
1970年代以降、瀬戸線の車両体質改善に伴って捻出された、電動カム軸式間接自動制御（AL制御）仕様のモ700形・モ750形・ク2320形の転属による、揖斐線系統に在籍するHL制御仕様の従来車の淘汰が進められた。
HL制御仕様の本形式もまた代替対象となり、1973年（昭和48年）11月にモ752が制御装置を換装しAL制御仕様に改造されたことに伴って編成相手を失ったク2182が同年12月25日付で除籍された。残存したク2181についても、1978年（昭和53年）3月19日に実施された瀬戸線の架線電圧1,500 V昇圧に伴う、従来瀬戸線に在籍した前掲各形式の揖斐線系統への転属によって余剰となり、編成を組成したモ766とともに同年10月3日付で除籍された。ク2181の廃車をもって、本形式は形式消滅した。
なお、ク2182は廃車後車体のみが存置され、岐阜検車区（岐阜工場）の裏手において1995年（平成7年）頃まで倉庫代用として用いられた。